# Der Halbbart
Der Halbbart ist ein 2020 erschienener Roman von Charles Lewinsky. Er erzählt die Geschichte von Eusebius (Sebi genannt) und dessen Weg ins Erwachsenenalter. Der Roman spielt im ausgehenden 13. Jahrhundert und endet mit der Schlacht am Morgarten.

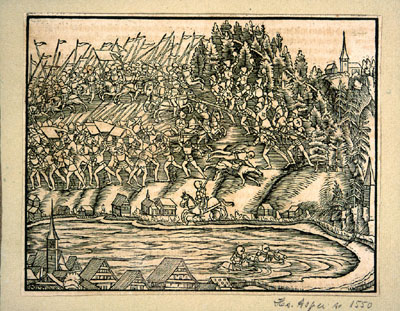
Schlacht am Moorgarten; Holzschnitt 1547

## Inhalt
Der Ich-Erzähler Eusebius, von jedem nur Sebi genannt, erzählt seine Lebensgeschichte von seiner Kindheit an bis ins junge Erwachsenenalter. Er wächst als Waise mit den beiden älteren Brüdern Origines, genannt Geni, und Polykarp, genannt Poldi, in einem Dorf in der Talschaft Schwyz auf. Sein Vater hat bei einem Jagdunfall das Leben verloren, auch die Mutter ist früh verstorben. Das Dorf liegt in der Nähe des Benediktinerklosters Einsiedeln, das unter dem Einfluss der Habsburger steht. Es sind die Jahre vor der Schlacht am Morgarten 1315, eine Zeit, als die Bauern der Umgebung gegen die Herrschaft der Habsburger zu revoltieren begannen, was schließlich, so will es der schweizerische Gründungsmythos, zur Gründung der Eidgenossenschaft führte.
Die Geschichte beginnt mit der Beschreibung von Halbbart, dessen Gesicht während eines antijüdischen Anschlags halb verbrannt ist, weswegen ihm nur auf einer Seite der Bart wächst. Es folgt die Schilderung des Frondienstes für das Kloster Einsiedeln, wo Geni wegen der Pfuscherei und Unfähigkeit des Wundarztes ein Bein verliert. Polykarp (kurz: Poli) hingegen gründet ein „Fähnlein“" (paramilitärische Einheit). Sebi freundet sich mit dem Aussenseiter Halbbart an. Nach dem Tod der Mutter wurde er als Mündel an das Kloster Einsiedeln gegeben, wo er niedere Arbeiten erledigen muss. Nachdem der Prior Sebi beauftragt, eine Kinderleiche in den Sautrögen verschwinden zu lassen, flieht Sebi – nicht ohne die Leiche des Mädchens, die er auf den Namen "Perpetua" tauft, zu vergraben und ein behelfsmässiges Kreuz auf das Grab zu legen.
Auf der Flucht begegnet er der Teufels-Anneli, einer Geschichtenerzählerin. Auf ihren Ratschlag hin kehrt er in sein Dorf zurück. Jedoch entscheiden seine Brüder, dass er sich verstecken müsse, und geben ihn zu einem Schmied in einem benachbarten Dorf. In seinem neuen Zuhause beim Schmied lernt Sebi dessen Tochter, das Kätterli (eigentlich: Katharina), kennen und verbringt dort seine Adoleszenz. Nach einem Prozess gegen Halbbart, den Geni für diesen gewinnt, indem er sein von Halbbart geschaffenes künstliches Bein vorzeigt und damit beweist, dass Halbbart nicht mit dem Teufel im Bunde steht, kommt auch Onkel Alisi, ein Söldner, zurück und übernimmt das Kommando im Haus. Er will aus Sebi einen Soldaten machen, was ihm nicht gelingt. Der Onkel plant einen Überfall auf das Kloster Einsiedeln und führt diesen gemeinsam mit den Dorfbewohnern aus. Der Überfall hat zur Folge, dass gegen die Schwyzer ein Interdikt erlassen wird. Das Dorf kann damit seine religiösen Bedürfnisse nicht mehr stillen. Während die Wut der Schwyzer allmählich wächst, erlernt Sebi das Geschichtenerzählen bei der Teufels-Anneli. Der Roman gipfelt in dem Hinterhalt der Schwyzer und dem Erwachsenwerden Sebis, indem er seinen Beruf wirklich ergreift.

## Form und Sprache
Der Roman ist gegliedert in 83 Kapitel, jeweils versehen mit einer Überschrift, die den Inhalt kurz zusammenfasst.
Der Buch enthält eine Vielzahl an Helvetismen. Ein Glossar zum Buch hat der Verlag im Internet zur Verfügung gestellt.
Der Titel bezieht sich auf Halbbart, ein Außenseiter und eine der Hauptfiguren, der im Roman die Hellebarde (genannt Hallbarte) mit Hilfe des Schmieds von Ägeri erfindet.

## Themen
Das Werk berührt eine Vielzahl von Themen, wie beispielsweise Literatur und erzählte Geschichte, Kirche, Religion und Antisemitismus, Krieg und Verfolgung, der Außenseiter und die Mehrheitsgesellschaft.
In seinem Roman, so schreibt der Literaturhistoriker Anton Philipp Knittel in seinem Beitrag in literturportal.de, gehe es Lewinsky, „neben der historischen Ebene immer auch darum zu zeigen, wie aus Geschichten Geschichte werden kann, wie Fiktionen zu vermeintlichen Fakten umerzählt werden, wie Erfindungen Realität werden können“. Auch Jörg Magenau vom Deutschlandfunk zieht Parallelen zum Problemen mit Fake-News in der Politik der Gegenwart und schreibt: „Im Zeitalter des „Trumpismus“ und der Fake-News und vorsätzlicher Lügen als Mittel der Politik macht das seinen „Halbbart“ auf subtile Weise aktuell. Erschreckend deutlich führt er uns vor Augen, wie klein der Abstand zwischen Moderne und Mittelalter ist – und wie immer noch dieselben Methoden der Volksverhetzung für den Machterhalt eingesetzt werden.“

## Rezeption
Der Roman wurde für den Schweizer Buchpreis 2020 nominiert und stand auf der Longlist für den Deutschen Buchpreis 2020.
Hubert Thüring lobt in seiner Laudatio die „unangestrengten Fabulier- und Aufklärungslust“ des Autors. Die Geschichte, die Sebi aus seiner Sicht erzählt, nähere sich über Seitenwege dem mythischen Gründungsgeschehen der Eidgenossenschaft und rücke es mit List und Humor in ein neues Licht. „Sebi erzählt die Geschichte linear, dabei verdichten und weiten sich die vielen Motive und Episoden zu einem facettenreichen Panorama. Die Erzählsprache, bald entlarvend naiv, bald verschmitzt ironisch, ist dem Halbwüchsigen angemessen, und die dialektalen Tupfer wie Gspüri, Gsüchti oder Finöggel verleihen ihr das helvetische Kolorit.“ „Heimliches Thema“ des Romans sei das Erzählen.
Clementine Skorpil von der Wiener Zeitung Die Presse schreibt, die Geschichte von Tod und Teufel, Moral und Unmoral spiele [zwar] im 14. Jahrhundert, passe aber genauso gut ins Heute. Und wie alle Rezensenten lobt sie die Erzählfreude des Autors: Während manche Schriftsteller nur sparsam die Umgebung bebilderten, werde hier detailreich und opulent geschildert, was sich wo zuträgt, wie es dort aussieht, wie es riecht, was man hört. „Es sind die großen gesellschaftlichen Themen, die Lewinsky anhand der Geschichte der Dorfbewohner zur Diskussion stellt: Wie können die Schwachen vor den Starken geschützt werden? Ist es zulässig, persönlich Rache zu üben, wenn jemand Opfer von staatlicher Willkür wurde? Und was soll man tun, wenn einer einfach alle Regeln bricht?“
Oliver Jungen von der FAZ bezeichnet das Buch als „lumpenphilosophischen Abenteuer-Schelmenroman“ und titelt „So frech wurde die Gründungslegende der Schweiz noch nie erzählt.“ Der Roman erlange zwar nicht Ecos „mediävistische Stichfestigkeit“, stelle das hochmittelalterliche Bauerntum, seine Bräuche und Geschichten doch überzeugend dar. Weniger gelungen findet der Rezensent, „dass die Figuren fühlen und handeln wie moderne Individualisten“.

## Ausgaben
- Charles Lewinsky: Der Halbbart. Diogenes Verlag, Zürich 2020. ISBN 978-3-257-07136-8